# カリ・リバー・ラピッド
カリ・リバー・ラピッド（Kali River Rapids）は、ディズニーパークにあるラフティングタイプのアトラクション。ディズニー・アニマル・キングダムのアジアエリアに位置している。

## このアトラクションが存在するパーク
- ディズニー・アニマル・キングダム (ウォルト・ディズニー・ワールド・リゾート)

## 概要
| カリ・リバー・ラピッド Kali River Rapids | カリ・リバー・ラピッド Kali River Rapids | カリ・リバー・ラピッド Kali River Rapids | カリ・リバー・ラピッド Kali River Rapids |
| ---------------------------------------- | ---------------------------------------- | ---------------------------------------- | ---------------------------------------- |
| オープン日                               | オープン日                               | 1999年3月18日                            | 1999年3月18日                            |
| スポンサー                               | スポンサー                               | なし                                     | なし                                     |
| 利用制限                                 |                                          | 97cm以上                                 | 97cm以上                                 |
| ファストパス                             | ファストパス                             |                                          | ○                                        |
| シングルライダー                         | シングルライダー                         |                                          | 対象外                                   |

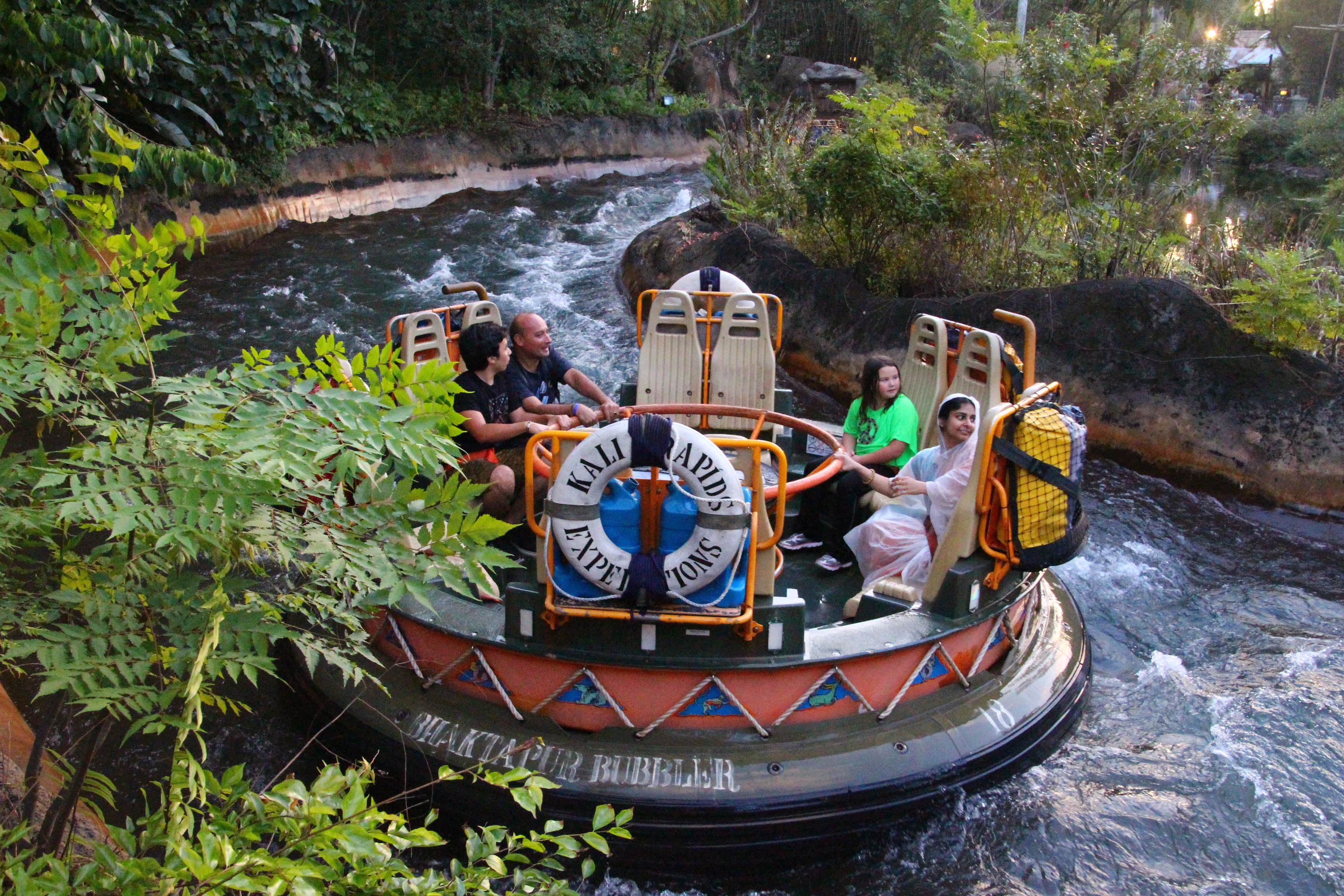

ディズニー・アニマル・キングダムのアジアエリアに位置する熱帯雨林や古代の寺院を通る水路を12人乗りの円型のボートに乗って、「チャクラナディ川」の激流下りをするアトラクション。高さ約6mからの急降下もある。途中、熱帯雨林の違法伐採や焼き畑のシーンもあり、熱帯雨林の保護をテーマにしているアトラクションでもある。
上海ディズニーランドに存在するロアリング・ラピッドやカリフォルニア・アドベンチャーに存在するグリズリー・リバー・ランと同タイプのアトラクション。

## トリビア
- アトラクション名の「カリ」とはヒンドゥー教の女神、「カーリー」から取られている[2]。
- イマジニアのジョー・ロードによると、キューラインの建物はバリ島のクルンクン宮殿の一部である、ケルタ・ゴサ寺院をモデルにしている。また、壁画はバリ島の職人によって描かれており、壁画のテーマは動物が道徳的な役割を果たすことの多い仏教説話集のジャータカを描いたものである[3]。